# Gong
Gong — гурт напрямку прогресивний рок, сформований у Франції австралійським музикантом Девідом Алленом. Через групу пройшло багато музикантів, що репрезентували різні музичні ідеї. За час існування в гурті брали участь музиканти, чия творчість вплинула на всіх сучасних виконавців, працюючих на стику джаз- і авангардного арт-року: Стів Хіллідж, Дідьє Малерб, Тім Блейк.
За цих обставин гурт не сформував постійного звучання. По суті Gong був одним з найбільш еклектичних і «анархістських» проектів в історії прогресивного року. Гурт обійняв такі напрямки як психоделічний рок, електронний рок, джаз-рок, спейс-рок, експериментальний рок і інше. Відносять її також і до гуртів прото-панкових. Музика гурту балансує між гротеском, театральністю, авангардними експериментами а також солідною рок і джаз-роковою грою. З колективу «відпачкувалися» групи-доньки Planet Gong, Mother Gong, Pierre Moerlen's Gong, Gongzilla, NY Gong і Gongmaison.

## Дискографія
| - 1967-1969 Je ne fume pas des bananes - 1969 Magick Brother, Mystic Sister (Affinity) (Radio Gnome prelude) - 1970 Camembert Eclectique - 1971 Camembert Electrique (Virgin) (Radio Gnome prelude) - 1971 Continental Circus (Philips) - 1973 Live au bataclan (live) - 1973 Flying Teapot (Virgin) (Radio Gnome part 1) - 1973 Angel's Egg (Plan 9/Caroline) (Radio Gnome part 2) - 1973 Greasy Truckers - 1974 You (Virgin) (Radio Gnome part 3) - 1974 Live at Sheffield (live) | - 1977 Floating anarchy live 1977 (Charly) (live) - 1977 Gong est Mort (live) - 1977 Live Etc… (live) - 1980 New York Gong - 1988 The mistery and history of planet Gong (inediti) - 1989 Gong Maison - 1990 Live on TV (Demon) - 1992 Shapeshifter (Celluloid) (Radio Gnome part 4) - 1995 25th birthday party (Voiceprint) (live) - 1998 Family jewels - 2000 Zero to infinity (Snapper Music Group) - 2000 Live 2 infinitea (Snapper Music Group) - 2004 Acid Motherhood (Voiceprint) |